# شجاع‌الدین شهابی
شجاع‌الدین شهابی (زاده ۱ دی ۱۳۱۷) نقاش و مجسمه‌ساز ایرانی است. او نقاشی را نزد پدر خود رضا شهابی، از شاگردان استاد کمال‌الملک، و استاد منصور عابدینی آموخت. اولین نمایشگاه نقاشی وی در سال ۱۳۴۷ در تالار قندریز تهران برگزار شد. شهابی دارای مدرک فوق دیپلم از دانشگاه سانتاکروز کالیفرنیا و لیسانس مجسمه‌سازی از دانشگاه ایالتی سن‌خوزه است.
او عضو انجمن هنرمندان Phi Kappa Phi آمریکا، عضو سابق هییت رئیسه انجمن مجسمه‌سازان ایران، داور دوسالانه مجسمه‌سازی، سفال‌گری و دانشجویی موزه هنرهای معاصر ایران و گالری صبا، مدیر، مؤسس و مدرس کارگاه هنر به عنوان اثرگذارترین مرکز آموزش مجسمه‌سازی پس از انقلاب و تعطیلی دانشگاه از سال ۱۳۵۸، مدرس دانشگاه هنر الزهرا از سال ۱۳۵۷ تا ۱۳۶۹، مدرس دانشگاه آزاد اسلامی، دانشگاه هنر یزد و دانشگاه هنر نیشابور، بنیانگذار مرکز آموزش هنرهای تجسمی کاخ‌موزه سعدآباد و ناشر بیش از ۲۰ جلد کتاب در زمینه هنرهای تجسمی از سال ۱۳۶۰ تا ۱۳۷۰ است.
او در آتلیه شخصی خود مشغول به ساخت آثار و تدریس مجسمه‌سازی است.
شهابی نشان عالی هنر تجسمی را در سال ۱۴۰۰ دریافت کرد.

## نمایشگاه‌های انفرادی
- نمایشگاه نقاشی - تالار قندریز تهران اردیبهشت ۱۳۴۷
- نمایشگاه نقاشی - تالار فرهنگ تهران اسفند ۱۳۴۸
- نمایشگاه نقاشی - گالری مس تهران آذر ۱۳۴۹
- نمایشگاه نقاشی - دانشگاه فردوسی مشهد دی ۱۳۴۹
- نمایشگاه نقاشی - انجمن فرهنگی ایران و هند دهلی نو - هندوستان دی ۱۳۴۹
- نمایشگاه نقاشی - هتل دوسی تانی بانکوک – تایلند اسفند ۱۳۴۹
- نمایشگاه نقاشی و مجسمه - دانشگاه سانتاکروز کالیفرنیا فروردین ۱۳۵۰
- نمایشگاه نقاشی و مجسمه - دانشگاه ایالتی سن‌خوزه کالیفرنیا اردیبهشت ۱۳۵۱
- نمایشگاه نقاشی - مرین کالج کالیفرنیا دی ۱۳۵۲
- نمایشگاه نقاشی و مجسمه - دانشگاه ایالتی کالیفرنیا در چیکو آذر ۱۳۵۶
- نمایشگاه نقاشی و مجسمه - مرکز فرهنگی باغ فردوس تهران آبان ۱۳۵۸
- نمایشگاه مجسمه - موزه نگارستان تهران خرداد ۱۳۵۹
- نمایشگاه مجسمه - فرهنگسرای نیاوران سال ۱۳۸۰
- نمایشگاه مجسمه - گالری صبا سال ۱۳۸۵
- نمایشگاه مجسمه- باغ موزه هنر ایرانی 1386
- نمایشگاه مجسمه - گالری صبا سال ۱۳۸۷
- نمایشگاه مجسمه - فرهنگستان هنر ایران سال ۱۳۹۰
- نمایشگاه مجسمه - مجتمع فرهنگی هنری نوشهر سال ۱۳۹۱
- نمایشگاه مجسمه - نگارخانه صد رنگ تهران سال ۱۳۹۱
- نمایشگاه مجسمه - مجتمع فرهنگی هنری نوشهر سال ۱۳۹۲